# Birgit Bormann
Birgit Dahlke (* 14. März 1965 in Prüm als Birgit Bormann) ist eine ehemalige deutsche Fußballspielerin und Nationalspielerin.

## Leben
Bormann machte ihr Abitur am Regino-Gymnasium. Im Sommer 1983 zeigten sich bei Bormann Symptome einer Depression, daraufhin ließ sie sich mehrere Monate in einer Klinik in Euskirchen behandeln. Was einen großen Medienwirbel auslöste. Beispielsweise titelte die Bild „Deutschlands beste Fußballerin in der Nervenklinik!“. Daraufhin endete ihre Nationalmannschaftskarriere. 1991 heiratet sie Holger Dahlke, mit dem sie vier Kinder hat. Sie schloss ein Sportstudium in Köln ab.

## Karriere

### Vereine
Bormann begann, mit einer Ausnahmegenehmigung des Fußballverbands Rheinland, in der Jungenmannschaft des SV Prüm mit dem Fußballspielen. Mit 13 Jahren endet die Ausnahmegenehmigung. Bormann muss daraufhin mit dem Fußball aufhören und widmet sich stattdessen der Leichtathletik bei der LG Vulkaneifel. Ein Mitschüler am Prümer Regino-Gymnasium hat eine Damen-Mannschaft beim Mehlentaler SV gegründet, sie stieß während der Saison 1979/80 dazu. Nach nur einer Saison gelangte sie zur B-Jugendmannschaft des SC 07 Bad Neuenahr und rückte ein Jahr später, im Alter von 16 Jahren, in die erste Mannschaft auf. Für diese bestritt sie bis Saisonende 1983/84 Punktspiele in der Rheinlandliga im Fußballverband Rheinland im Regionalverband Südwest. Als Rheinländischer Meister und Pokalsieger 1982 nahm sie erstmals mit ihrer Mannschaft an der Endrunde um die Deutsche Meisterschaft teil, scheiterte bereits im Achtelfinale mit 4:6 – nach Hin- und Rückspiel – am KBC Duisburg. Im Wettbewerb um den Vereinspokal schied ihr Verein mit 0:2 gegen den VfL Wittekind Wildeshausen im Halbfinale aus diesem aus. In den beiden Folgesaisons ereilte ihre Mannschaft das Aus in der Meisterschaft im Halb- und Viertelfinale, im Pokalwettbewerb im Viertel- und Halbfinale.

### Nationalmannschaft
Bormann gehörte der A-Nationalmannschaft an, die am 10. November 1982 im Koblenzer Stadion Oberwerth das erste offizielle Länderspiel bestritt. Beim 5:1-Sieg im Testspiel gegen die Schweizer Nationalmannschaft gehörte sie zu den ersten vier Torschützinnen des DFB; sie traf zum 4:0 in der 46. Minute. Im Spieljahr 1983 folgten sieben weitere Einsätze als Nationalspielerin, davon sechs in der Qualifikationsgruppe 4 für die vom 8. bis 27. April 1984 in Schweden anstehende erste Europameisterschaft. Am 19. März gelang ihr in Venray beim 2:2-Unentschieden gegen die Niederländische Nationalmannschaft mit dem Treffer zum Endstand in der 68. Minute ihr zweites Tor. Mit dem 1:1 im letzten Qualifikationsspiel am 22. Oktober gegen die Nationalmannschaft Belgiens und der verpassten EM-Teilnahme, beendete sie auch ihre Karriere in der Nationalmannschaft.

## Erfolge
- Halbfinalist Deutsche Meisterschaft 1983
- DFB-Pokal-Halbfinalist 1982, 1984
- Rheinlandmeister 1982, 1983, 1984
- Rheinlandpokal-Sieger 1982, 1983, 1984